# Dravče
Dravče (Duits: Drautsch) is een plaats in Slovenië en maakt deel uit van de gemeente Vuzenica in de NUTS-3-regio Koroška. De plaats telde 131 inwoners op 1 januari 2020.